# Глава 7: Расплата
Глава́ 7: Распла́та (англ. Chapter 7: The Reckoning) — седьмой эпизод первого сезона американского телесериала «Мандалорец», действие которого разворачивается в медиафраншизе «Звёздные войны». Эпизод был снят режиссёром Деборой Чоу по сценарию шоураннера Джона Фавро и выпущен на стриминговом сервисе Disney+ 18 декабря 2019 года. В эпизоде Педро Паскаль исполняет роль Мандалорца, одинокого охотника за головами, который находится в бегах вместе с «Малышом». Эпизод получил прайм-таймовую премию «Эмми» за операторскую работу.
Релиз эпизода состоялся на два дня раньше заявленного, что позволило включить в него превью фильма «Звёздные войны: Скайуокер. Восход» вышедшего 20 декабря 2019 года.

## Сюжет
Мандалорец получает сообщение от Грифа Карги. Город Карги наводнили имперские штурмовики во главе с Клиентом, преследующие цель заполучить «Малыша». Карга предлагает Мандалорцу использовать Малыша как приманку, чтобы убить Клиента и освободить город, обещая взамен оставить Мандалорца и Малыша в покое; Карга втайне собирается убить наёмника и отдать ребёнка Клиенту. Чувствуя подвох, Мандалорец обращается за помощью к Каре Дюн и Куиилу. Несмотря на опасения Мандалорца, Куиил берёт с собой IG-11, которого тот перепрограммировал. Прибыв на Неварро, они встречают Каргу и его союзников, но на пути в город на них нападают гигантские летающие рептилии. Карга оказывается серьёзно ранен, однако Малыш с помощью Силы залечивает его рану; взамен Карга убивает своих напарников и рассказывает о своём первоначальном плане.
Группа придумывает новый план: Карга притворится, что Дюн поймала Мандалорца, и все втроём они попадут в город и встретятся с Клиентом, в то время как Куиил отвезёт Малыша на корабль, где их будет ждать IG-11. Во время встречи Клиент получает звонок от моффа Гидеона, чьи штурмовики окружают здание и открывают огонь, убивая клиента. Гидеон прибывает и хвастается тем, что скоро сможет заполучить Малыша. В пустыне за городом два штурмовика-скаута выслеживают и похищают Малыша, оставляя Куиила умирать на земле.

## Производство

### Разработка
Эпизод снят режиссёром Деборой Чоу по сценарию Джона Фавро.

### Подбор актёров
Ник Нолти присоединился к проекту как актёр озвучки Куиила в ноябре 2018 года. В декабре Джанкарло Эспозито, Карл Уэзерс и Вернер Херцог получили роли моффа Гидеона, Грифа Карги и Клиента соответственно. Джина Карано и Тайка Вайтити исполнили роли Кары Дюн и IG-11 (последний озвучил персонажа). Помимо них в эпизоде также появились Адам Палли в роли штурмовика-скаута и Дэйв Ривз в роли воина-забрака. Брендан Уэйн и Латиф Кроудер указаны в титрах как дублёры Мандалорца.
Мисти Роузас, Рио Хэкфорд и Крис Бартлетт указаны как физические исполнители ролей Куиила, IG-11 и дроида RA-7 соответственно, Джин Диксон и Джон Фриман — как дублёры Грифа Карги и Клиента. «Малыш» управлялся различными кукловодами. В одной из сцен появляются несколько имперских штурмовиков. Когда члены съёмочной группы поняли, что у них не хватит костюмов для всех солдат, они связались с 501-м Легионом, группой фанатов, специализирующейся на косплее штурмовиков, имперских офицеров и прочих антагонистов вселенной «Звёздных войн», чтобы её члены сыграли в сцене.

### Музыка
Людвиг Йоранссон написал музыкальное сопровождение для эпизода. Альбом с композициями был выпущен 18 декабря 2019 года.
| №                   | Название            | Длительность |
| ------------------- | ------------------- | ------------ |
| 1.                  | «Man of Honour»     | 2:19         |
| 2.                  | «Reprogram»         | 2:32         |
| 3.                  | «Kuiil»             | 1:22         |
| 4.                  | «The Standoff»      | 2:57         |
| 5.                  | «Black Skies»       | 4:37         |
| 6.                  | «This Is It»        | 1:57         |
| 7.                  | «The Arrival»       | 3:16         |
| 8.                  | «The Mandalorian»   | 2:20         |
| Общая длительность: | Общая длительность: | 21:20        |

## Реакция
«Расплата» удостоилась признания со стороны критиков. На сайте Rotten Tomatoes эпизод имеет рейтинг 100 % со средним баллом 8.46 / 10 на основе 26 отзывов. Консенсус сайта гласит: «Разрозненный сюжет „Мандалорца“ связывается захватывающим образом в „Искуплении“, когда появляются знакомые лица, а эмоции переходят на скорость света.»
Тайлер Херско из IndieWire оставил положительный отзыв, в котором назвал эпизод «превосходной смесью вестернизированного сай-фай и так необходимого глотка свежего воздуха, которая поставит фанатов в ступор, и они с нетерпением будет ждать финала на следующей неделе.» Алан Сепинволл из Rolling Stone прочувствовал эпизод, как «по-своему захватывающий и увлекательный, поскольку события до этого происходили с большой осторожностью.»
Эпизод получил прайм-таймовую премию «Эмми» в категории «Лучшая операторская работа одной камерой (полчаса)».